# L'Agonie de la Sémillante
L'Agonie de la Sémillante est une nouvelle des Lettres de mon moulin d'Alphonse Daudet. 

## Publication
L'Agonie de la Sémillante est initialement publiée dans le quotidien L'Événement du 7 octobre 1866, avant d'être insérée dans la première édition en recueil par Hetzel, en 1869, des Lettres de mon moulin.

## Résumé
« Terrible histoire de mer », la nouvelle relate l'histoire de la frégate la Sémillante, aux îles Lavezzi, venue s'écraser sur les rochers en ne laissant aucun survivant. Trois semaines auparavant, un autre navire s'était déjà échoué, une corvette dont l'équipage, ayant pu être secouru, avait alors embarqué sur la Sémillante. 
« C’est ainsi que je passai toute la nuit à rêver, évoquant, à dix ans de distance, l’âme du pauvre navire dont les débris m’entouraient… Au loin, dans le détroit, la tempête faisait rage ; la flamme du bivac se courbait sous la rafale ; et j’entendais notre barque danser au pied des roches en faisant crier son amarre. »

## Adaptation
L'Agonie de la Sémillante a été enregistrée par Fernandel.